# Lijst van spelers van Club Nacional de Football
Deze lijst omvat voetballers die bij de Uruguayaanse voetbalclub Club Nacional de Football spelen of gespeeld hebben. De namen van de spelers zijn alfabetisch gerangschikt.

## A
- Amaranto Abascal
- Nelson Abeijón
- Mathias Abero
- Sebastián Abreu
- Gerardo Acosta
- Luis Acosta
- Carin Adippe
- Carlos Aguilera
- Juan Albín
- Eliseo Álvarez
- Emilio Álvarez
- Lucero Álvarez
- Pablo Álvarez
- Gabriel Alvez
- Javier Ambrois
- Atilio Ancheta
- Anderson
- José Andrade
- Michele Andreolo
- Benoît Angbwa
- Ricardo Aparicio
- Álvaro Apólito
- Eduardo Aranda
- Claudio Arbiza
- Diego Arismendi
- Luis Artime

## B
- Sebastián Balsas
- Ruben Bareno
- Deivis Barone
- Flavio Barros
- Jorge Bava
- Mario Bergara
- Raúl Bergara
- Nicolás Bertolo
- Gustavo Biscayzacú
- Juan Carlos Blanco
- Sergio Blanco
- Joaquín Boghossian
- Diego Bonilla
- Miguel Brindisi
- Jorge Britez
- Marcelo Broli
- Roberto Brum
- Bruno Coutinho
- Gonzalo Bueno
- Leonardo Burian
- Fabián Bustos

## C
- Pablo Caballero
- Samuel Caballero
- Matías Cabrera
- Maximiliano Calzada
- Ricardo Canals
- Osvaldo Canobbio
- Nestor Carballo
- Mathías Cardaccio
- Cardeal
- Raúl Cardozo
- Carlão
- Leo Carle
- Juan Ramón Carrasco
- Charles Castro
- Héctor Castro
- Óscar Castro
- William Castro
- Martín Cauteruccio
- Jorge Cazulo
- Pedro Cea
- Renato César
- Jonathan Charquero
- Diego Chaves
- Chori Castro
- Alejandro Cichero
- Sebastián Coates
- Walter Coelho
- Ronaldo Conceiçao
- Flavio Córdoba
- Pablo Correa
- Luis Cruz
- Luis Cubilla
- Juan Curbelo

## D
- Jorge Da Rosa
- Rubén da Silva
- Claudio Dadomo
- Martín Del Campo
- Hugo de León
- Javier Delgado
- Ricardo Delgado
- Jorge Dely Valdés
- Julio Dely Valdés
- Domingos
- Federico Domínguez
- Rogelio Domínguez
- Luciano Dos Santos

## E
- Sebastián Eguren
- Guillermo Escalada
- Victor Espárrago

## F
- Fernando Fajardo
- Fausto
- Diego Favaro
- Luis Fazio
- Álvaro Fernández
- Antonio Fernández
- Diego Fernández
- Silvio Fernandez
- Darío Ferreira
- William Ferreira
- Raúl Ferro
- Gastón Filgueira
- Derlis Florentín
- Robert Flores
- Daniel Fonseca
- Pablo Forlán
- Bruno Fornaroli
- Mauren Franco
- Sebastián Fuentes

## G
- Gabriel Marques
- Victor Galain
- Marcelo Gallardo
- Schubert Gambetta
- José Garcés
- Rafael García
- Santiago García
- Walter Garcia
- Giancarlo
- Diego Godín
- Gonzalo Godoy
- Tony Gómez
- Walter Gómez
- Ernesto Goñi
- Alvaro González
- Matias González
- Washington González
- Marcelo Guerrero
- Walter Guglielmone
- Gianni Guigou
- Limberg Gutiérrez

## H
- Henrique

## J
- Jadson
- Carlos Juárez

## K
- Fernando Kanapkis

## L
- Ignacio La Luz
- Federico Laens
- Dario Larrosa
- Daniel Leites
- Alejandro Lembo
- Hugo de León
- Roberto Leopardi
- Martín Ligüera
- Nicolás Lodeiro
- Nicolás López
- Bani Lozano
- Diego Lugano

## M
- Bryan Machado
- Fernando Machado
- Adrián Malvarez
- Ildo Maneiro
- Manga
- Jorge Manicera
- Marcelo Mansilla
- Walter Mantegazza
- Marcelo
- Edu Marangon
- Andrés Márquez
- Jorge Martínez
- Saúl Martínez
- Víctor Martínez
- Rinaldo Martino
- Juan Carlos Masnik
- Juan Masnik
- Alexander Medina
- José María Medina
- Álvaro Mello
- Pablo Melo
- Alvaro Méndez
- Gustavo Mendez
- Mario Mendez
- Oscar Mendez
- Alvaro Meneses
- Denis Milar
- Matias Mirabaje
- Audu Mohammed
- Marcos Mondaini
- Néstor Montelongo
- Julio Montero
- Ángel Morales
- Gerardo Morales
- Julio César Morales
- Óscar Morales
- Richard Morales
- José Hermes Moreira
- Sebastián Morquio
- Juan Mujica
- Rodrigo Muñoz
- Gustavo Munúa
- Fernando Muslera

## N
- Amaro Nadal
- José Nasazzi
- Alain Nkong
- Christian Núñez
- Héctor Núñez
- Tyson Nuñez

## O
- Fabian O'Neill
- Alain Ollé Ollé
- Santiago Ostolaza
- Luis Oyarbide

## P
- Marcelo Palau
- Ignacio Pallas
- Ignacio Paniagua
- Martín Parodi
- Patesko
- Anibal Paz
- Cristian Paz
- Richard Pellejero
- Gerardo Pelusso
- Horacio Peralta
- Rubén Pereira
- Gastón Pereiro
- Juan Pereyra
- Mauricio Pereyra
- Domingo Perez
- Julio Perez
- Nicola Pérez
- Omar Pérez
- Mariano Pernía
- Diego Perrone
- Julián Perujo
- Pedro Petrone
- Rodolfo Pini
- José Pintos Saldanha
- Conduelo Piriz
- Facundo Píriz
- Diego Placente
- Raúl Poclaba
- Richard Porta
- Roberto Porta
- Ignacio Prieto
- Nicolás Prieto

## R
- Luis Ramos
- Federico Rariz
- Nicolas Rebollo
- Alvaro Recoba
- Emilio Recoba
- Mario Regueiro
- Daniel Revelez
- Héctor Rial
- Alejandro Rodríguez
- Cristian Rodríguez
- Damian Rodríguez
- Diego Rodríguez
- Jorge Rodríguez
- Juan Rodríguez
- Juan Pablo Rodríguez
- Julio Rodríguez
- Matias Rodríguez
- Pablo Rodríguez
- Rodolfo Rodríguez
- Alexis Rolín
- Leonardo Romay
- Adrián Romero
- Santiago Romero
- Rodrigo Roque

## S
- Vicente Sánchez
- José Sanfilippo
- José Santamaría
- Hector Santos
- Marcelo Saralegui
- Rafael Sauto
- Carlos Scarone
- Héctor Scarone
- Jimmy Schmidt
- Andrés Scotti
- Diego Scotti
- Alberto Silva
- Tanque Silva
- Heberley Sosa
- Marcelo Sosa
- Matías Sosa
- Roberto Sosa
- Rubén Sosa
- Rubén Sosa
- Luis Suárez

## T
- Eusebio Tejera
- Marcelo Tejera
- Darwin Torres
- Juan Toya

## U
- Luis Ubinas
- Santos Urdinarán
- Jose Urruzmendi

## V
- Carlos Valdez
- Marco Vanzini
- Gustavo Varela
- Sebastián Vázquez
- Matías Vecino
- Diego Vera
- Peter Vera
- Agustín Viana
- Mauricio Victorino
- Waldemar Victorino
- Alexis Viera
- Milton Viera
- Sebastián Viera
- Nicolás Vigneri
- Tabaré Viudez

## W
- Kendall Waston
- Pierre Webó